# Aracima jezoensis
Aracima jezoensis là một loài bướm đêm trong họ Geometridae.